# مرد سفید (فیلم)
«مرد سفید» (انگلیسی: White Man) فیلمی آمریکایی در سبک درام است که در سال ۱۹۲۴ منتشر شد. از بازیگران آن می‌توان به آلیس جویس، والتر لانگ، و کلارک گیبل اشاره کرد.